# Czad na Letnich Igrzyskach Olimpijskich 2000
Czad na Letnich Igrzyskach Olimpijskich 2000 reprezentowało 2 zawodników, 1 mężczyzna i 1 kobieta.

## Skład kadry

### Lekkoatletyka
Mężczyźni
- Moumi Sebergue

bieg na 100 m (odpadł w 1 rundzie eliminacjach)
Kobiety
- Kaltouma Nadjina

bieg na 200 m (odpadła w 1 rundzie eliminacji)
bieg na 400 m (odpadła w 2 rundzie eliminacji)